# Vincenzo Cantiello

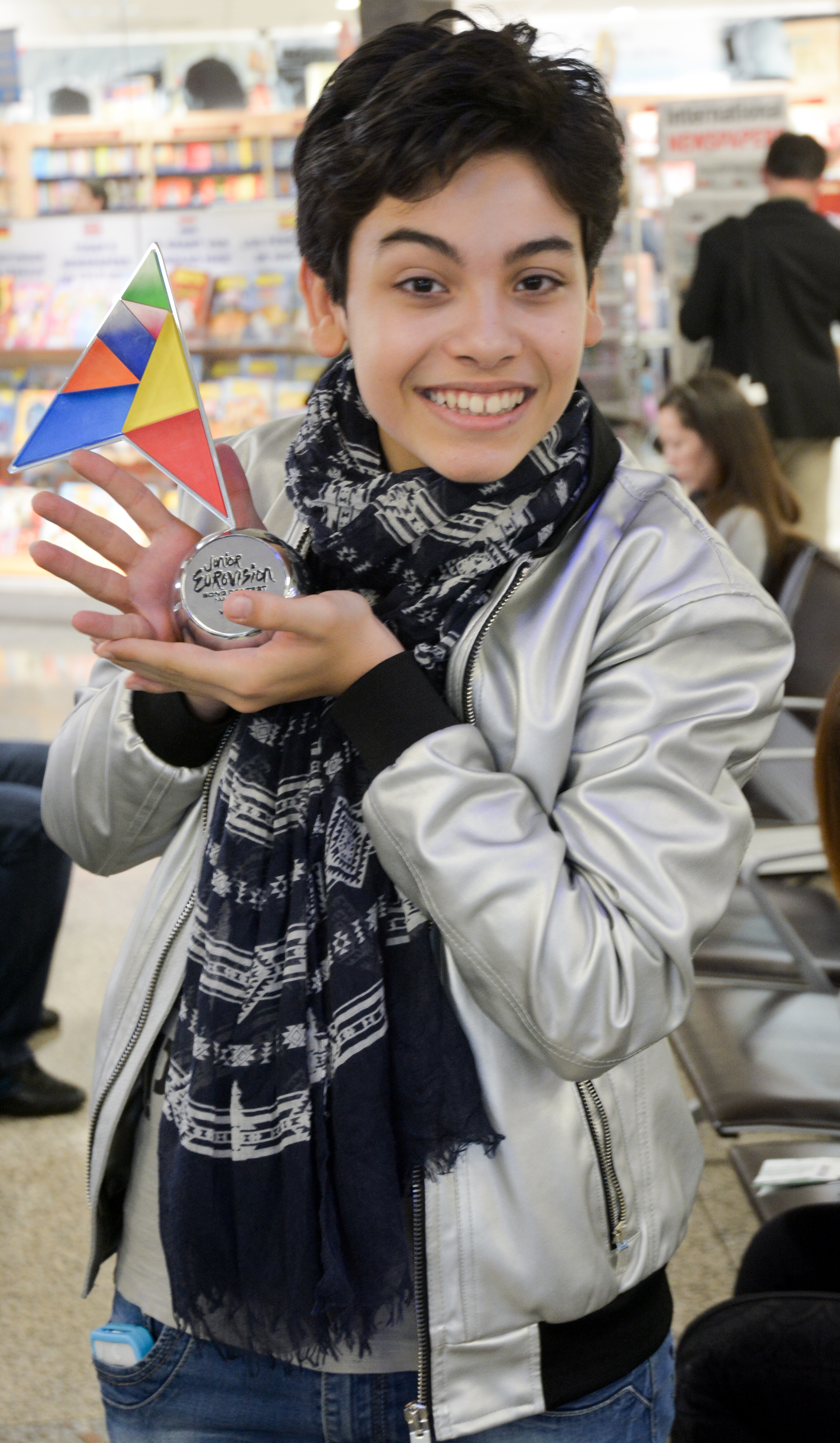
Vincenzo Cantiello mit der Siegertrophäe des Junior Eurovision Song Contests 2014

Vincenzo Cantiello (* 25. August 2000 in Sant’Arpino, Kampanien) ist ein Nachwuchssänger aus Italien. Er gewann den in Malta ausgetragenen Junior Eurovision Song Contest 2014 mit seinem Lied Tu primo grande amore und war der erste Italiener, der am Junior Eurovision Song Contest teilnahm.

## Leben und Karriere
Schon früh interessierte Cantiello sich für Musik und begann, im Kirchenchor zu singen. Nachdem er ab 2010 einige lokale Wettbewerbe gewonnen hatte, nahm er 2014 an der von der italienischen Rundfunkanstalt RAI ausgestrahlten Castingshow für Nachwuchstalente Ti lascio una canzone teil und qualifizierte sich für das Finale.
Mit 14 Jahren wurde er von der RAI intern als Vertreter Italiens für den Junior Eurovision Song Contest 2014 ausgewählt. Er war der einzige männliche Teilnehmer dieses Wettbewerbs und gewann den Contest mit 159 Punkten, der vierthöchsten je erreichten Punktzahl. In der Folge hatte Cantiello auch einen Kurzauftritt im Finale des Eurovision Song Contest 2015, bei dem er einen Ausschnitt aus seinem Siegerlied sang. Beim JESC 2015 sang er nochmal seinen Siegertitel vom Vorjahr und trat erstmals als Punktesprecher für Italien in Erscheinung.

## Belege
1. ↑  Ervin Juhász: Meet the spokespersons of tonight’s Grand Final! In: Junioreurovision.tv. EBU, 21. November 2015, abgerufen am 23. November 2015 (englisch).

| Personendaten    | Personendaten                                                              |
| ---------------- | -------------------------------------------------------------------------- |
| NAME             | Cantiello, Vincenzo                                                        |
| KURZBESCHREIBUNG | italienischer Sänger und Gewinner des Junior Eurovision Song Contests 2014 |
| GEBURTSDATUM     | 25. August 2000                                                            |
| GEBURTSORT       | Sant’Arpino, Kampanien                                                     |